# إيرني بومان
إيرني بومان (بالإنجليزية: Ernie Bowman)‏ هو لاعب كرة قاعدة أمريكي، ولد في 28 يوليو 1935 في جونسون سيتي في الولايات المتحدة.

## وصلات خارجية
- إيرني بومان على موقع دوري كرة القاعدة الرئيسي (الإنجليزية)
- إيرني بومان على موقعبيزبول رفرنس.كوم (الدوري الرئيسي) (الإنجليزية)
- إيرني بومان على موقعبيزبول رفرنس.كوم (الدوري الثانوي) (الإنجليزية)
- إيرني بومان على موقع مشجعي الرسوم البيانية (الإنجليزية)